# Seznam dílů seriálu Lidé zítřka
Toto je seznam dílů seriálu Lidé zítřka. Americký dramatický televizní seriál Lidé zítřka byl premiérově vysílán na stanici The CW v letech 2013–2014. V Česku jej v roce 2015 uvedla stanice Fanda.

## Přehled řad
| Řada | Díly | Premiéra v USA | Premiéra v USA | Premiéra v ČR   | Premiéra v ČR     |
| Řada | Díly | První díl      | Poslední díl   | První díl       | Poslední díl      |
| ---- | ---- | -------------- | -------------- | --------------- | ----------------- |
| 1    | 22   | 9. října 2013  | 5. května 2014 | 15. června 2015 | 14. července 2015 |

## Seznam dílů
| Č. v seriálu | Původní název          | Český název             | Režie             | Scénář                                                                      | Premiéra v USA     | Premiéra v ČR     |
| ------------ | ---------------------- | ----------------------- | ----------------- | --------------------------------------------------------------------------- | ------------------ | ----------------- |
| 1            | Pilot                  | Probuzení               | Danny Cannon      | Phil Klemmer                                                                | 9. října 2013      | 15. června 2015   |
| 2            | In Too Deep            | Bankovní lupič          | Danny Cannon      | námět: Greg Berlanti a Phil Klemmer scénář: Phil Klemmer a Jeff Rake        | 16. října 2013     | 16. června 2015   |
| 3            | Girl, Interrupted      | Dvojitý agent           | Danny Cannon      | Micah Schraft a Pam Veasey                                                  | 23. října 2013     | 17. června 2015   |
| 4            | Kill or Be Killed      | Zabij, nebo zemřeš      | Guy Bee           | Nicholas Wootton a Alex Katsnelson                                          | 30. října 2013     | 18. června 2015   |
| 5            | All Tomorrow's Parties | V pasti                 | Nick Copus        | Leigh Dana Jackson a Grainne Godfree                                        | 6. listopadu 2013  | 19. června 2015   |
| 6            | Sorry for Your Loss    | Upřímnou soustrast      | Nathan Hope       | Jeff Rake a Ray Utarnachitt                                                 | 13. listopadu 2013 | 22. června 2015   |
| 7            | Limbo                  | Limbus                  | Félix Alcalá      | Nicholas Wootton a Micah Schraft                                            | 20. listopadu 2013 | 23. června 2015   |
| 8            | Thanatos               | Thanatos                | Rob Bailey        | námět: Greg Berlanti a Phil Klemmer scénář: Phil Klemmer a Alex Katsnelson  | 4. prosince 2013   | 24. června 2015   |
| 9            | Death's Door           | Na prahu smrti          | Leslie Libman     | námět: Greg Berlanti a Phil Klemmer scénář: Pam Veasey a Leigh Dana Jackson | 11. prosince 2013  | 25. června 2015   |
| 10           | The Citadel            | Citadela                | Eagle Egilsson    | Jeff Rake a Grainne Godfree                                                 | 15. ledna 2014     | 26. června 2015   |
| 11           | Rumble                 | Válka gangů             | Nick Copus        | Nicholas Wootton a Ray Utarnachitt                                          | 22. ledna 2014     | 30. června 2015   |
| 12           | Sitting Ducks          | Snadné terče            | Dermott Downs     | Phil Klemmer a Micah Schraft                                                | 29. ledna 2014     | 1. července 2015  |
| 13           | Things Fall Apart      | Výměna rukojmích        | Michael Schultz   | Alex Katsnelson a Leigh Dana Jackson                                        | 5. února 2014      | 2. července 2015  |
| 14           | Brother's Keeper       | Pokrevní pouto          | Guy Bee           | Jeff Rake a Grainne Godfree                                                 | 26. února 2014     | 3. července 2015  |
| 15           | Enemy of My Enemy      | Nepřítel mého nepřítele | Steven A. Adelson | Phil Klemmer a Ray Utarnachitt                                              | 5. března 2014     | 6. července 2015  |
| 16           | Superhero              | Superhrdinka            | Dermott Downs     | Micah Schraft a Alex Katsnelson                                             | 7. března 2014     | 7. července 2015  |
| 17           | Endgame                | Zakončení plánu         | Jace Alexander    | Nicholas Wootton a Anderson MacKenzie                                       | 24. března 2014    | 8. července 2015  |
| 18           | Smoke and Mirrors      | Kamufláž                | Dermott Downs     | Jeff Rake a Leigh Dana Jackson                                              | 31. března 2014    | 9. července 2015  |
| 19           | Modus Vivendi          | Kompromis               | Oz Scott          | Ray Utarnachitt a Grainne Godfree                                           | 14. dubna 2014     | 9. července 2015  |
| 20           | A Sort of Homecoming   | Návrat ztraceného vůdce | John Behring      | Jeff Rake a Alex Katsnelson                                                 | 21. dubna 2014     | 10. července 2015 |
| 21           | Kill Switch            | S prstem na spoušti     | Dermott Downs     | Micah Schraft a Leigh Dana Jackson                                          | 28. dubna 2014     | 13. července 2015 |
| 22           | Son of Man             | Syn člověka             | Wendey Stanzler   | Phil Klemmer                                                                | 5. května 2014     | 14. července 2015 |